# Diacylglycerol-O-Acyltransferase 1
Diacylglycerol-O-acyltransferase 1 (DGAT1) ist ein Enzym aus dem Stoffwechsel von Lipiden.

## Eigenschaften
DGAT1 ist als Enzym aus der Gruppe der Diacylglycerol-O-Acyltransferasen an der Biosynthese von Triacylglyceriden beteiligt. Sie überträgt eine Acylgruppe von Acyl-CoA auf Diacylglycerol oder Retinol. Im Gegensatz zu DGAT2 ist DGAT1 nicht essentiell. XP620 hemmt DGAT1 mit einer IC50 von 25,9 µM für Retinol und von 13,9 µM für Palmitoyl-Coenzym A.
DGAT1 katalysiert folgende Reaktionen:
Acyl-CoA + 1,2-Diacylglycerol = CoA + Triacylglycerol
Acyl-CoA + Retinol = CoA + Retinylester
Hemmstoffe der DGAT1 werden zur Behandlung der Adipositas untersucht.